# Daniël Horn
Daniël Horn (Amsterdam, 26 april 1903 - Mill Bay bij Victoria, 22 mei 1990) was een Nederlands architect die werkte in de stijl van de Amsterdamse school.
Daniël Horn werd geboren als jongste in een evangelisch-luthers gezin met zes jongens. Als zoon van een tekenleraar volgde hij in Amsterdam een opleiding bouwkunde. 
Na zijn studie woonde hij in Ophemert, Amersfoort en Laren. In Laren werkte hij op het architectenbureau van Wouter Hamdorff. Hier werkte hij mee aan het ontwerpen en tekenen van landhuis Schapenduinen in Bloemendaal. 
Na een tijd in Ede te hebben gewoond trouwde hij in 1936 en verhuisde het paar naar de Amsterdamsestraatweg 4 in Baarn, tegenover paleis Soestdijk. In 1938 volgde een aanstelling bij de Rijksgebouwendienst in Den Haag. In de 15 jaar dat hij in Baarn zou wonen ontwierp hij:
- villa Zonneheuvel, Vredelaan in Laren
- villa Vix tandem (Ten slotte) aan de Herdersweg 13 in Laren. Dit huis bouwde hij voor zijn vader. Hiervoor kreeg Horn in 1937 van de Larense schoonheidscommissie de prijs 'Beste ontwerp in de categorie middenstandwoningen'. Daarbij werd een plaquette onthuld in de gevel van het huis.
- Emmalaan 11a in Baarn (1949-1950). Dit landhuis voor zichzelf en zijn gezin staat naast een landhuis op nummer 11 dat in 1935 werd ontworpen door Gijsbert Friedhoff. Naast de grote schoorsteen voor de open haard valt aan de buitenzijde vooral de grote tuinmuur naast de garage op. Horn zou vaker tuinmuren voor zijn bouwwerken gebruiken. Zo bestaat het in 1946-1947 door hem ontworpen Bevrijdingsmonument aan het Stationsplein in Baarn uit een herdenkingsmuur.
- Adelheidlaan 1 (1949-1950)
- dubbel woonhuis Jacob van Lenneplaan 41 (1949-1950)

Schilderswijk in Baarn

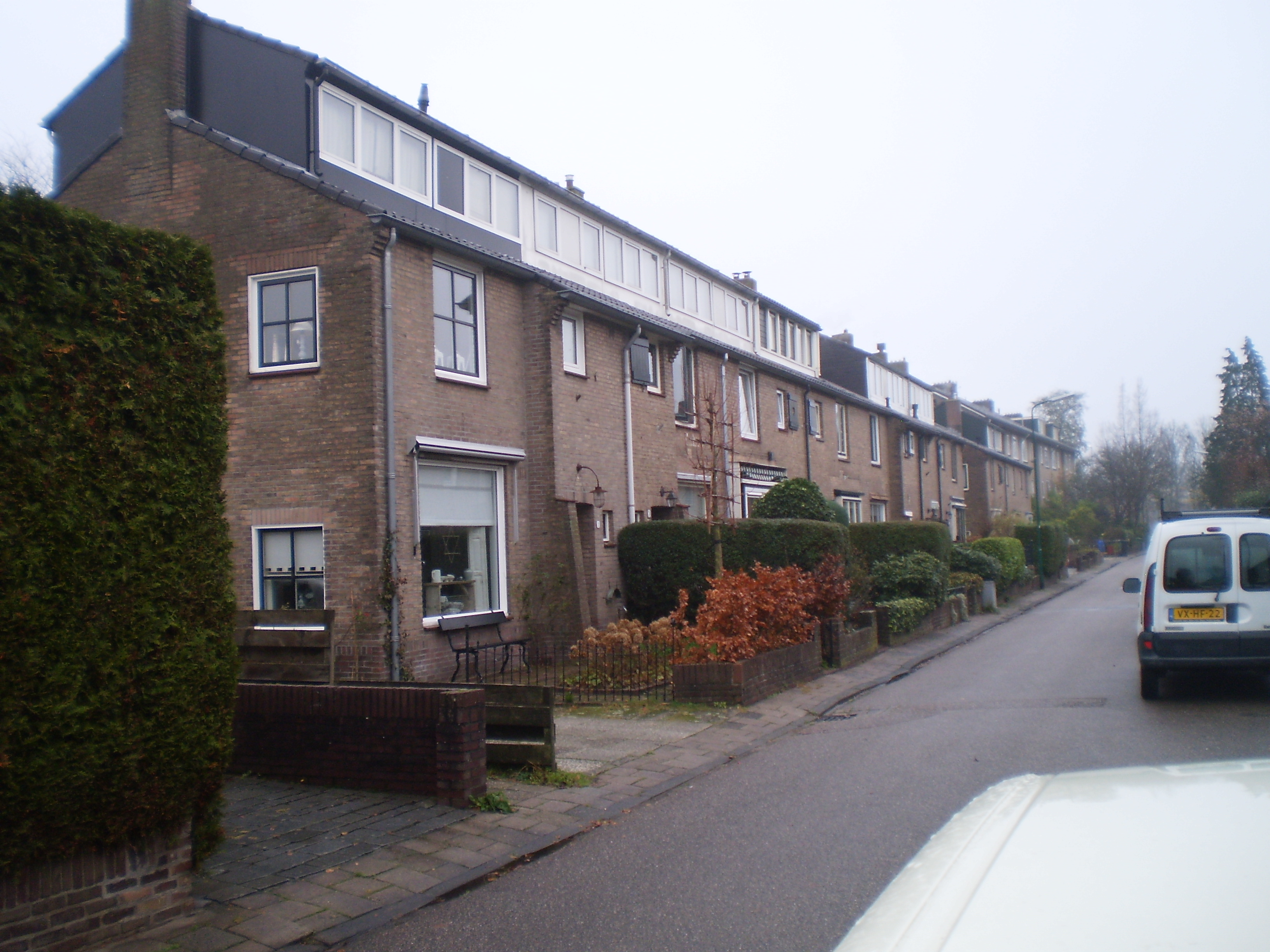
Woningen in de Schilderswijk

In 1952 ontwierp Horn de Schilderswijk van Baarn. Dit plan met 186 niet al te grote woningen bestaat uit rijtjes van drie tot zeven woningen van twee verdiepingen. In het plan hadden de kopwoningen een tuinmuur met een poort, maar deze zijn bij de bouw niet uitgevoerd. Een aantal blokken vallen op door de vooruitspringende entreepartij. In de loop der jaren zijn de woningen op allerlei manieren uitgebreid, vaak in de vorm van een extra woonlaag.

## Canada
Na het ontwerpen van de Schilderswijk emigreerde het gezin naar Canada en kwam Horn in dienst van architectenbureau Patrick Birley. Om zijn inkomsten aan te vullen werkte hij tot zijn pensioen bij het British-Columbia forest service. Hij overleed op 87-jarige leeftijd.